# Campeonato Europeo de Halterofilia de 2023
El CI Campeonato Europeo de Halterofilia se celebró en Ereván (Armenia) entre el 15 y el 23 de abril de 2023 bajo la organización de la Federación Europea de Halterofilia (EWF) y la Federación Armenia de Halterofilia.
Las competiciones se realizaron en el Complejo Karen Demirchian de la capital armenia.
Los halterófilos de Rusia y Bielorrusia fueron excluidos de este campeonato debido a la invasión rusa de Ucrania.

## Medallistas

### Masculino
| Evento          | Oro                                             | Plata                                               | Bronce                                     |
| --------------- | ----------------------------------------------- | --------------------------------------------------- | ------------------------------------------ |
| 55 kg (16.04)   | Anguel Rusev Bulgaria 109 + 141 = 250           | Ramin Shamilishvili Georgia 113 + 136 = 249         | Valentin Iancu · Rumania · 109 + 136 = 245 |
| 61 kg (16.04)   | Shota Mishvelidze Georgia 136 + 162 = 298       | Sergio Massidda · Italia · 130 + 162 = 292          | Ivan Dimov Bulgaria 127 + 150 = 277        |
| 67 kg (17.04)   | Gor Sahakian Armenia 145 + 175 = 320            | Acorán Hernández Mendoza · España · 140 + 165 = 305 | Kaan Kahriman Turquía 141 + 160 = 301      |
| 73 kg (18.04)   | Ritvars Suharevs Letonia 152 + 184 = 336        | David Sánchez López · España · 150 + 185 = 335      | Mirko Zanni · Italia · 155 + 180 = 335     |
| 81 kg (19.04)   | Oscar Reyes Martínez · Italia · 155 + 188 = 343 | Batu Han Yüksel Turquía 152 + 187 = 339             | Rafik Harutiunian Armenia 150 + 187 = 337  |
| 89 kg (20.04)   | Karlos Nasar Bulgaria 174 + 221 = 395           | Andranik Karapetian Armenia 178 + 196 = 374         | Marin Robu Moldavia 166 + 198 = 364        |
| 96 kg (21.04)   | Davit Hovhannisian Armenia 172 + 205 = 377      | Ara Aghanian Armenia 165 + 199 = 364                | Cristiano Ficco · Italia · 165 + 198 = 363 |
| 102 kg (22.04)  | Garik Karapetian Armenia 178 + 214 = 392        | Irakli Chjeidze Georgia 173 + 214 = 387             | Tudor Bratu Moldavia 170 + 204 = 374       |
| 109 kg (22.04)  | Samvel Gasparian Armenia 175 + 220 = 395        | Guiorgui Chjeidze Georgia 173 + 208 = 381           | Petros Petrosian Armenia 165 + 214 = 379   |
| +109 kg (23.04) | Lasha Talajadze Georgia 222 + 252 = 474         | Varazdat Lalayan Armenia 212 + 250 = 462            | Simon Martirosian Armenia 195 + 245 = 440  |

1. 1 2 3  Arrancada (kg) + dos tiempos (kg) = total olímpico (kg).

### Femenino
| Evento         | Oro                                        | Plata                                            | Bronce                                         |
| -------------- | ------------------------------------------ | ------------------------------------------------ | ---------------------------------------------- |
| 45 kg (15.04)  | Cansu Bektaş Turquía 72 + 90 = 162         | Adriana Pană · Rumania · 70 + 83 = 153           | Marta García Rincón · España · 68 + 85 = 153   |
| 49 kg (15.04)  | Mihaela Cambei · Rumania · 92 + 106 = 198  | Giulia Imperio · Italia · 83 + 100 = 183         | Anhelina Lomachynska · Ucrania · 81 + 95 = 176 |
| 55 kg (16.04)  | Andreea Cotruță · Rumania · 91 + 110 = 201 | Svitlana Samuliak · Ucrania · 90 + 109 = 199     | Izabella Yailian Armenia 87 + 109 = 196        |
| 59 kg (17.04)  | Kamila Konotop · Ucrania · 106 + 129 = 235 | Nina Sterckx · Bélgica · 93 + 116 = 209          | Nadiya Shpylka · Ucrania · 93 +114 = 207       |
| 64 kg (18.04)  | Nuray Güngör Turquía 99 + 120 = 219        | Mariya Hanhur · Ucrania · 98 + 116 = 214         | Zoe Smith Reino Unido 93 + 121 = 214           |
| 71 kg (19.04)  | Loredana Toma · Rumania · 110 + 130 = 240  | Giulia Miserendino · Italia · 105 + 125 = 230    | Sarah Davies Reino Unido 100 + 126 = 226       |
| 76 kg (20.04)  | Marie Fegue Francia 113 + 140 = 253        | Tatev Hakobian Armenia 104 + 122 = 226           | Daniela Ivanova Letonia 96 + 126 = 222         |
| 81 kg (21.04)  | Iryna Deja · Ucrania · 123 + 135 = 258     | Dilara Narin Turquía 101 + 134 = 235             | Elena Erighina Moldavia 104 + 130 = 234        |
| 87 kg (22.04)  | Solfrid Koanda · Noruega · 117 + 155 = 272 | Anastasiya Manievska · Ucrania · 108 + 130 = 238 | Hripsime Jurshudian Armenia 107 + 120 = 227    |
| +87 kg (23.04) | Emily Campbell Reino Unido 110 + 143 = 253 | Anastasiya Hotfrid Georgia 117+ 135 = 252        | Valentyna Kisil · Ucrania · 111 + 133 = 244    |

1. 1 2 3  Arrancada (kg) + dos tiempos (kg) = total olímpico (kg).

## Medallero
| Núm. | País        | Oro | Plata | Bronce | Total |
| ---- | ----------- | --- | ----- | ------ | ----- |
| 1    | Armenia     | 4   | 4     | 5      | 13    |
| 2    | Rumania     | 3   | 1     | 1      | 5     |
| 3    | Georgia     | 2   | 4     | 0      | 6     |
| 4    | Ucrania     | 2   | 3     | 3      | 8     |
| 5    | Turquía     | 2   | 2     | 1      | 5     |
| 6    | Bulgaria    | 2   | 0     | 1      | 3     |
| 7    | Italia      | 1   | 3     | 2      | 6     |
| 8    | Reino Unido | 1   | 0     | 2      | 3     |
| 9    | Letonia     | 1   | 0     | 1      | 2     |
| 10   | Francia     | 1   | 0     | 0      | 1     |
| 10   | Noruega     | 1   | 0     | 0      | 1     |
| 12   | España      | 0   | 2     | 1      | 3     |
| 13   | Bélgica     | 0   | 1     | 0      | 1     |
| 14   | Moldavia    | 0   | 0     | 3      | 3     |
|      | TOTAL       | 20  | 20    | 20     | 60    |